# Julija Hatoŭka
Julija Uladzimiraŭna Hatouka (in bielorusso Юлія Уладзіміраўна Гатоўка?; in russo Юлия Владимировна Готовко?, Yuliya Vladimirovna Gotovko; Bielorussia, 24 aprile 2000) è una tennista bielorussa.

## Carriera
Julija Hatouka ha vinto 12 titoli in singolare e 8 titoli nel doppio nel circuito ITF in carriera. Il 31 gennaio 2022, ha raggiunto il best ranking in singolare raggiungendo la 180ª posizione mondiale, mentre il 10 maggio 2021 ha raggiunto la 384ª posizione in doppio.
Julija ha fatto il suo debutto nel tabellone principale di un torneo WTA all'Internationaux de Strasbourg 2021, superando le qualificazioni. Nel suo primo tabellone principale, viene sconfitta dall'altra qualificata Maryna Zanevs'ka.

## Statistiche ITF

### Singolare

#### Vittorie (12)
| Torneo $100.000 (0) |
| Torneo $80.000 (0)  |
| Torneo $60.000 (1)  |
| Torneo $40.000 (0)  |
| Torneo $25.000 (5)  |
| Torneo $15.000 (6)  |

| N.  | Data              | Torneo                                             | Superficie  | Avversaria in finale | Punteggio        |
| 1.  | 21 gennaio 2018   | Soho Square Egypt Women's Future, Sharm El Sheikh  | Cemento     | Anastasija Potapova  | 6-4, 4-6, 7-5    |
| 2.  | 9 giugno 2018     | BelGlobalGarant Cup, Minsk                         | Terra rossa | Vlada Zverëva        | 4-6, 6-1, 6-0    |
| 3.  | 2 settembre 2018  | Almaty Womens, Almaty                              | Cemento     | Anna Danilina        | 6-4, 6(1)-7, 6-2 |
| 4.  | 10 novembre 2018  | Pavlov Cup, Minsk                                  | Cemento (i) | Raluca Șerban        | 7-5, 7-5         |
| 5.  | 2 febbraio 2020   | Magic Tours, Monastir                              | Cemento     | Jesika Malečková     | 6-1, 6-2         |
| 6.  | 27 settembre 2020 | Magic Tours, Monastir                              | Cemento     | Šalimar Talbi        | 6-3, 6-2         |
| 7.  | 6 dicembre 2020   | Magic Tours, Monastir                              | Cemento     | Linda Fruhvirtová    | 6-1, 5-7, 6-3    |
| 8.  | 7 febbraio 2021   | Shymkent ITF International Tournament, Şımkent     | Cemento (i) | Anastasija Tichonova | 7-5, 6-2         |
| 9.  | 14 marzo 2021     | Kazan Kremlin Cup, Kazan'                          | Cemento (i) | Urszula Radwańska    | 7-6(6), 4-6, 6-4 |
| 10. | 24 ottobre 2021   | Karaganda Open, Karaganda                          | Cemento (i) | Ekaterina Kazionova  | 7-5, 6-0         |
| 11. | 27 maggio 2023    | Città di Grado Tennis Cup, Grado                   | Terra rossa | Lucie Havlíčková     | 2-6, 6-3, 6-1    |
| 12. | 13 ottobre 2024   | Internationaux de Touraine Feminin, Joué-lès-Tours | Cemento (i) | Ayla Aksu            | 7-6(4), 7-6(8)   |

#### Sconfitte (11)
| Torneo $100.000 (0) |
| Torneo $80.000 (0)  |
| Torneo $60.000 (1)  |
| Torneo $40.000 (1)  |
| Torneo $25.000 (3)  |
| Torneo $15.000 (6)  |

| N.  | Data             | Torneo                                               | Superficie  | Avversaria in finale | Punteggio        |
| 1.  | 25 novembre 2017 | Pavlov Cup, Minsk                                    | Cemento (i) | Manon Arcangioli     | 7-6(2), 3-6, 2-6 |
| 2.  | 4 marzo 2018     | Soho Square Egypt Women's Future, Sharm El Sheikh    | Cemento     | Berfu Cengiz         | 3-6, 6-4, 3-6    |
| 3.  | 26 gennaio 2020  | Magic Tours, Monastir                                | Cemento     | Gozal' Aınıtdınova   | 2-6, 4-6         |
| 4.  | 29 novembre 2020 | Magic Tours, Monastir                                | Cemento     | Carole Monnet        | 6-2, 1-6, 5-7    |
| 5.  | 20 dicembre 2020 | Magic Tours, Monastir                                | Cemento     | Carole Monnet        | 7-5, 5-7, 3-6    |
| 6.  | 14 febbraio 2021 | Shymkent ITF International Tournament, Şımkent       | Cemento (i) | Anastasija Tichonova | 5-7, 6-2, 6(2)-7 |
| 7.  | 28 febbraio 2021 | Winter Moscow Open, Mosca                            | Cemento (i) | Urszula Radwańska    | 6-4, 3-6, 4-6    |
| 8.  | 3 aprile 2021    | Al Habtoor Women's Open, Dubai                       | Cemento     | Jodie Burrage        | 4-6, 3-6         |
| 9.  | 13 novembre 2022 | Sharm ElSheikh Egypt Women's Future, Sharm el-Sheikh | Cemento     | Arantxa Rus          | 2-6, 1-6         |
| 10. | 22 gennaio 2023  | Magic Tours, Monastir                                | Cemento     | Sakura Hosogi        | 6(8)-7, 4-6      |
| 11. | 4 giugno 2023    | Internazionali Femminili di Brescia, Brescia         | Terra rossa | Katarina Zavac'ka    | 4-6, 2-6         |

### Doppio

#### Vittorie (8)
| Torneo $100.000 (0) |
| Torneo $80.000 (0)  |
| Torneo $60.000 (2)  |
| Torneo $40.000 (0)  |
| Torneo $25.000 (2)  |
| Torneo $15.000 (4)  |

| N. | Data              | Torneo                                                   | Superficie  | Compagna           | Avversarie in finale                       | Punteggio           |
| 1. | 10 marzo 2018     | Soho Square Egypt Women's Future, Sharm El Sheikh        | Cemento     | Lee Pei-chi        | Laura Ioana Paar Džulija Terzijska         | 4-6, 7–6(5), [10-8] |
| 2. | 25 maggio 2019    | Marjorie Sherman Women's Tournament, Gerusalemme         | Cemento     | Tereza Mihalíková  | Samantha Murray Sharan Despina Papamichail | 2-6, 6-4, [10-8]    |
| 3. | 25 gennaio 2020   | Magic Tours, Monastir                                    | Cemento     | Tereza Mihalíková  | Gozal' Aınıtdınova Jekaterina Dmitričenko  | 6-4, 6-2            |
| 4. | 19 settembre 2020 | Magic Tours, Monastir                                    | Cemento     | Anna Kaburëva      | Olivia Gram Darja Semenistaja              | 2-6, 7-5, [10-6]    |
| 5. | 19 dicembre 2020  | Magic Tours, Monastir                                    | Cemento     | Weronika Falkowska | Yvonne Cavallé Reimers Celia Cerviño Ruiz  | 6-4, 7-5            |
| 6. | 15 luglio 2023    | Torneo Internazionale Femminile Antico Tiro a Volo, Roma | Terra rossa | Jibek Kulambaeva   | Yuliana Lizarazo María Paulina Pérez       | 6-4, 6-4            |
| 7. | 23 novembre 2024  | Lousada Indoor Open, Lousada                             | Cemento (i) | Jibek Kulambaeva   | Polina Iatcenko Hanne Vandewinkel          | 6–3, 1–6, [10–4]    |
| 8. | 1º febbraio 2025  | Engie Open Andrézieux-Bouthéon 42, Andrézieux-Bouthéon   | Cemento (i) | Ayla Aksu          | Conny Perrin Lian Tran                     | 5-7, 6-4, [14-12]   |

#### Sconfitte (3)
| Torneo $100.000 (0) |
| Torneo $80.000 (0)  |
| Torneo $60.000 (0)  |
| Torneo $40.000 (0)  |
| Torneo $25.000 (2)  |
| Torneo $15.000 (1)  |

| N. | Data             | Torneo                                | Superficie | Compagna                   | Avversarie in finale            | Punteggio        |
| 1. | 3 marzo 2018     | Egypt Women's Future, Sharm El Sheikh | Cemento    | Iryna Šymanovič            | Emilie Francati Britt Geukens   | 0-6, 3-6         |
| 2. | 12 febbraio 2022 | Egypt Women's Future, Sharm el-Sheikh | Cemento    | Anastasija Zacharova       | Sapfo Sakellaridi Cody Wong     | 5-7, 6-4, [6-10] |
| 3. | 10 marzo 2025    | Terranova Cup, Solarino               | Sintetico  | Valentini Grammatikopoulou | Paris Corley Weronika Falkowska | 1-6, 1-6         |